# Савка, Степан Станиславович
 Са́вка Степа́н Станисла́вович (укр. Савка Степан Станіславович), род. 17 сентября 1955 г., с. Туровка, Тернопольской обл.) — украинский фокусник, иллюзионист, манипулятор, Народный артист Украины (1997).

## Семья
Степан Савка родился 17 сентября 1955 года в семье строителя Станислава Савки и работницы колхоза Хомик Веры.

Прадед по отцовской линии — известный польский маг.

Сын Сергей Савка — иллюзионист, фокусник и ведущий авторской телепрограммы «Атака магии».

Дочь Марьяна Савка — певица, актриса, диктор телевидения.

## Карьера
В 1973 году окончил теребовлянское культурно-просветительное училище по специальности «режиссёр массовых праздников».
В 1975 году закончил киевскую студию эстрадно-циркового искусства по специальности «артист оригинального жанра».
С 1975 года работает артистом оригинального жанра в организации «Укрконцерт».
С 2007 года и по сегодняшний день — солист академического ансамбля песни и танца МВД Украины
Работает вместе с женой, Заслуженной артисткой Украины Галиной Савкой.

## Карьера на телевидении
Степан Савка — автор и ведущий успешного телепроекта «Улей пана Савки» («Вулик пана Савки»), который с 1998 года по 2003 год выходил на Первом Национальном канале Украины
Известен по программам «На седьмом небе» и «На вареники к Савке» которые с 2003 года по 2006 год были в эфире украинских телеканалов ICTV и К1.

## Достижения и награды
С. Савка первый и, на данный момент, единственный артист оригинального жанра, который получил звание Народного артиста Украины.
Живая легенда украинского искусства, автор оригинальных номеров «Вареники», «Водограй», «Иллюзионное ревю», которые принесли ему мировую славу. В активе артиста собственный сольный концерт, состоящий из двух отделений и утвержденный Министерством Культуры СССР.
Дуэт Степана Савки и Галины Савки успешно гастролирует по миру. Концертную программу украинских деятелей искусства видели в таких странах, как Япония, Танзания, Великобритания, Королевство Марокко, Израиль, Германия, Корея, Финляндия, Республика Сейшеллы, Соединённые Штаты Америки, в общей сложности 40 стран мира.
Дуэт Галины и Степана Савки — лауреат международного конкурса современной магии в жанре иллюзии и манипуляций (Чехия — 1987 г., Польша — 1988 г.). На конкурсе в Карловых Варах дуэт получил сразу 2 премии — это редкий случай для конкурсов такого уровня.
- Лауреаты международных премий «Дружба» и «Славяне».
- Медаль «За благотворительность».
- Почётная грамота Министерства культуры СССР.
- Почётная грамота и именные часы от городского головы Киева.

С. Савка — соучредитель Международной культурно-образовательной ассоциации (США).

## Афиши
|  |  |  |  |  |

|  |  |